# Marstal-filmen
|  | Denne artikel er oprettet af botten Steenthbot ud fra en ekstern database. Den kan derfor have sproglige fejl eller mangler. Denne skabelon kan fjernes efter kontrol af indholdet. |

Marstal-filmen er en dansk dokumentarisk optagelse fra 1936.

## Handling
Hverdagslivet og særlige festlige begivenheder og sammenkomster, som de udfolder sig i og omkring Marstal på Ærø. Blandt meget andet ses Eriks Hale med den lange række af badehuse, folkedansere, kapsvømning og udspring i havnebassinet, ringridning, kapsejlads, gymnastikopvisninger, adskillige afgange fra og ankomster til havnen med båd, fåreklipning og sankthans-bål på havnen.